# Krystyna Naszkowska
Krystyna Wanda Naszkowska (ur. 5 lipca 1949 w Warszawie) – polska dziennikarka prasowa.

## Życiorys
Ukończyła w 1972 studia na Wydziale Ogrodnictwa Szkoły Głównej Gospodarstwa Wiejskiego w Warszawie. Odbywała szkolenia dziennikarstwie na Duke University i University of Michigan. W 1981 brała udział w organizowaniu Agencji Prasowej „Solidarności”. Była w zespole redakcyjnym „Biuletynu Pism Związkowych i Zakładowych”. Po wprowadzeniu stanu wojennego utrzymywała się z własnego gospodarstwa sadowniczego w Łomiankach. Mieściła się tam wówczas nielegalna drukarnia, w której drukowano wydawnictwa niezależne, w tym „Tygodnik Mazowsze”.
W 1989 dołączyła do redakcji „Gazety Wyborczej”, w której pracowała do 1996. Współpracowała później z miesięcznikami dekoratorskimi i społecznymi. Później powróciła do redakcji „Gazety Wyborczej”.
W 2014 prezydent Bronisław Komorowski odznaczył ją Krzyżem Oficerskim Orderu Odrodzenia Polski.